# Kamza und Bar-Kamza
Kamza und Bar-Kamza ist eine talmudische Erzählung aus der Gemara im Mischnatraktat Gittin, Folio 56a des Bavli. Sie dient zur Veranschaulichung des Konzeptes von grundlosem Hass (hebräisch שנאת חינם Ssinat chinam). Die Erzählung beschreibt eine Gruppe von Thora-Gelehrten in der Zeit unmittelbar vor der zweiten Zerstörung des Jerusalemer Tempels im Jahre 70. Sie lautet wie folgt:
Rabbi Jochanan sagte: ‚Was bedeutet der Vers im Buch der Sprichwörter von Salomo, Kapitel 28: ‚Wohl dem Menschen, der stets Gott fürchtet; wer aber sein Herz verhärtet, fällt ins Unglück‘? Wegen Kamza und Bar-Kamza ist Jerusalem zerstört worden.‘
Es gab nämlich einen Mann aus Jerusalem, der mit Kamza befreundet war, jedoch ein Feind von Bar-Kamza war. Er veranstaltete ein Fest und sagte seinem Diener, ‚Bring Kamza zu meinem Fest.‘ Der Diener erschien aber stattdessen mit Bar-Kamza. Der Gastgeber sah Bar-Kamza unter seinen Gästen. Er sagte ihm: ‚Da Sie mein Feind sind, was tun Sie hier? Stehen Sie auf und gehen Sie!‘ Bar-Kamza sagte: ‚Da ich schon hier bin, lassen Sie mich bleiben, ich werde auch für mein Essen und Trinken bezahlen.‘ Der Gastgeber antwortete: ‚Nein!‘ ‚Ich werde die halben Kosten des Festes bezahlen.‘ - ‚Nein!‘ - ‚Ich werde die ganzen Kosten des Festes bezahlen.‘ - ‚Nein!‘ Und er packte Bar-Kamza, hob ihn von seinem Stuhl und warf ihn hinaus.
Bar-Kamza dachte: ‚Da dort Rabbiner waren, die das Ganze mit angesehen haben und nicht protestiert haben, war ihnen meine Verlegenheit offensichtlich egal. Ich gehe jetzt zum König und werde mir dort eine kleine Verleumdung leisten.‘ Bar-Kamza ging zu Caesar und verkündete ihm: ‚Die Juden haben gegen dich rebelliert!‘ Caesar antwortete: ‚Wer hat das gesagt?‘ Bar-Kamza sagte: ‚Sende ihnen ein Opfer, und schau, ob sie es auch opfern werden.‘
Caesar ließ durch Bar-Kamza einen gesunden, fehlerlosen Widder schicken. Auf dem Weg brachte Bar-Kamza dem Tier eine kleine Verletzung bei. Einige sagen, es war eine Wunde auf der Oberlippe, andere sagen, es war ein Bluterguss im Auge (vielleicht als Symbol für das schweigende oder blinde Verhalten der Rabbiner). Auf jeden Fall konnte das Tier dadurch nach jüdischen Vorschriften nicht mehr geopfert werden, während dies für die Römer keine Rolle spielte.
Die Rabbiner wollten es aber auf jeden Fall opfern, um die friedlichen Beziehungen mit der Regierung aufrechtzuerhalten. Doch Rabbi Secharia, der Sohn von Avkulos, protestierte: ‚Die Leute werden sagen: ‚Tiere mit Verletzungen dürfen auf dem Altar geopfert werden!‘‘
Die Rabbiner wollten Bar-Kamza töten, so dass er das Geschehene nicht dem Caesar melden könnte. Doch wiederum protestierte Rabbi Secharia, der Sohn von Avkulos: ‚Die Leute werden sagen: ‚Jemand, der Opfertiere verletzt, wird getötet!‘‘
Rabbi Jochanan sagt: ‚Die übertriebene Sorgfalt von Rabbi Secharia, dem Sohn von Avkulos, zerstörte unseren Tempel, verbrannte unseren Palast und verbannte uns von unserem Land.‘
Wie die Erzählung veranschaulicht, waren die erwähnten Thora-Gelehrten unter römischer Besatzung mehrheitlich so korrupt geworden, dass ihnen die Beschämung eines Menschen weniger wichtig schien als die Opferung eines Tieres nach sämtlichen Vorschriften der Thora. Dies galt für sie selbst dann, wenn damit die ganze Nation in Gefahr geriet.